# رسم الكبير
رسم الكبير أو علكانة كما تعرف محليّاً، قرية سوريّة تتبع إداريّاً لمحافظة حلب منطقة دير حافر ناحية رسم حرمل الإمام، بلغ تعداد سكانها 983 نسمة حسب التعداد السكاني لعام 2004.